# Kitticarrara Glacier
Kitticarrara Glacier är en glaciär i Antarktis. Den ligger i Östantarktis. Nya Zeeland gör anspråk på området. Kitticarrara Glacier ligger 292 meter över havet.
Terrängen runt Kitticarrara Glacier är varierad, och sluttar österut. Trakten är obefolkad. Det finns inga samhällen i närheten. 